# Casey Sablowski
Casey Sablowski (Shellharbour, Australia, 19 de marzo de 1989) es una jugadora de australiana de hockey sobre césped y se desempeña en la posición de mediocampista.
Hizo su debut para la Selección femenina de hockey sobre césped de Australia a la temprana edad de 17 años. En la Australian Hockey League
(AHL) juega para New South Wales Arrows. 
Luego de su convocatoria para participar en los Juegos Olímpicos de Beijing en el año 2008, el por entonces entrenador australiano, Frank Murray, declaró que podía convertirse en la mejor jugadora del mundo. Desde su debut en la selección, se ha convertido en una pieza clave en el funcionamiento del equipo. En el año 2009 Sablowski fue nombrada la Mejor Jugadora Joven Internacional del Año, y formó parte del All Star Team.
En 2012  compitió con Australia en los Juegos Olímpicos de Londres.
Participó de los Juegos de la Mancomunidad de 2010 y los Juegos de la Mancomunidad de 2014, competiciones en las que Australia consiguió la medalla de oro .